# Stephan Schreckenberger
Stephan Schreckenberger (* 16. Februar 1955) ist ein deutscher Sänger (Bass) und Dirigent und seit 2011 Intendant der Weilburger Schlosskonzerte.

## Leben und Wirken
Stephan Schreckenberger studierte zunächst Schulmusik an der Musikhochschule Frankfurt am Main. Darauf folgte die sängerische Konzertausbildung bei Annemarie Grünewald in Heidelberg und Ernst Gerold Schramm in Berlin. Er beschloss seine Ausbildung bei Karl-Heinz Jarius in Frankfurt am Main ab.
Von 1989 bis 2005 war Schreckenberger Mitglied des solistisch besetzten Vokalensembles Cantus Cölln. International arbeitete er vor allem im Bereich Alte Musik. Es liegen ca. 60 CD-Einspielungen vor. Es bestand eine langjährige Zusammenarbeit mit den Dirigenten Jordi Savall, Sigiswald Kuijken, Masaaki Suzuki, Hermann Max, Konrad Junghänel, Michael Schneider und anderen.
1999 gründete Schreckenberger das solistisch besetzte Ensemble „Musica Lingua“. Beim Label Genuin sind bislang drei CDs erschienen.
Von 2003 betreute er 15 Jahre lang Sänger und Gesangsensembles innerhalb der Abteilung Historische Interpretationspraxis an der Frankfurter Musikhochschule. Aus dieser Arbeit heraus entstand das „Ensemble Hochmusik“, ein Instrumental- und Gesangsensemble mit Sitz in Frankfurt.
Seit der Spielzeit 2011 ist er Intendant der Weilburger Schlosskonzerte.
2014 gründete Schreckenberger zusammen mit Miriam Kunz die Musikerberatung Pro Podium.

## Diskografie
- Ahle J.R. – Bach Collegium Japan / BIS
- Arnold G. – Musik am Hofe / Weinzierl / Ambitus
- Baal J. – Missa / Motetten / Junghänel – Weinzierl / Conventus Musicus
- Bach J.L. – Missa Brevis / Max / CAPRICCIO
- Bach – Das Altbachische Archiv / Junghänel / harmonia mundi france
- Bach J.S. – Lukas Passion / Helbich / cpo
- Bach J.S. – Actus Tragicus u. a. / Junghänel / harmonia mundi france
- Bach J.S. – h-Moll Messe/ Junghänel / harmonia mundi france
- Bach J.S. – h-Moll Messe / Max / Capriccio
- Bach J.S. – Motetten / Kuijken / Challenge Classics
- Bach J.S. – Motetten Junghänel / deutsche harmonia mundi
- Bach J.S. – BWV 211 Bach Collegium Japan / BIS
- Bach J.S. – BWV 163/165/185/199 Bach Collegium Japan / BIS
- Bach W.F. – Kantaten Vol I / Max / CAPRICCIO
- Bach W.F. – Kantaten Vol II / Max / CAPRICCIO
- Biber H.I. – Litaniae / Junghänel / harmonia mundi france
- Biber H.I. – Missa Alleluja / Junghänel / deutsche harmonia mundi
- Bruhns N. – Deutsche Kantaten / Junghänel / harmonia mundi france
- Buxtehude D. – Festliche Kantaten / Schreckenberger (GENUIN 2002)
- Buxtehude D. – Membra Jesu Nostri / Schreckenberger (GENUIN 2005)
- Buxtehude D. – Membra Jesu Nostri / Junghänel / harmonia mundi france
- Capricornus S. – Theatrum Musicum / Gester / France Telecom
- Carissimi G. – Jephte / Junghänel / deutsche harmonia mundi france
- Dunkelberg O. – Musik im Dom zu Würzburg / Koesler / Conventus Musicus
- Fasch J.F. – Du sollst Gott, deinen Herrn, lieben / Max / CPO
- Lassus – Lamentationes / Philippe Herreweghe / harmonia mundi france
- Lasso O. – Prophetiae Sibyllarum / Junghänel / deutsche harmonia mundi
- Lechner L. – Sprüche von Leben und Tod / Junghänel / deutsche harmonia mundi
- Liebeslieder – Brahms, Schumann, Mendelssohn / Schreckenberger (GENUIN 2007)
- Loewe C. – Balladen / Schreckenberger/Rohrbeck / Conventus musicus
- Mayr R.I. – Marienvesper / Hagel / Triptychon
- Monteverdi C. – Vespro Della Beata Vergine / Junghänel / deutsche harmonia mundi
- Monteverdi C. – Vespro Della Beata Vergine / Rademann / Raumklang
- Mozart/Händel – Der Messias / Max / EMI
- Mozart W.A. – Requiem / Savall / ASTREE
- Mozart W.A. – Die Zauberflöte / Kuijken / AMATI
- Pachelbel J. – Motetten / Junghänel / deutsche harmonia mundi
- Rolle J.H. – Der Tod Abels / Max / Capriccio
- Rosenmüller J. – Sacri Concerti / Junghänel / deutsche harmonia mundi
- Rosenmüller J. – Vespro / Junghänel / harmonia mundi france
- Rosenmüller J. – Weihnachtshistorie / Junghänel / harmonia mundi france
- Rovetta G. – Vespro Solenne / Junghänel / harmonia mundi france
- Schein J.H. – Israels Brünnlein / Junghänel / deutsche harmonia mundi
- Schubert F. – Winterreise / Schreckenberger/Rohrbeck / ambitus
- Schütz H. – Italienische Madrigale / Junghänel / harmonia mundi france
- Schütz H. – Psalmen / Junghänel / deutsche harmonia mundi
- Schütz H. – Psalmen Davids / Junghänel / harmonia mundi france
- Schütz H. – Symphoniae Sacrae / Junghänel / harmonia mundi france
- Telemann G.P. – Die Donnerode / Max / CAPRICCIO
- Telemann G.P. – Der aus der Löwengrube errettete Daniel / Schneider / CPO
- Telemann G.P. – Der Tag des Gerichts / Max / CAPRICCIO
- Telemann G.H. – Trauer Actus / Junghänel / harmonia mundi france